# Eerste Jacob van Campenstraat 59
Het pand Eerste Jacob van Campenstraat 59 is een gebouw aan de Eerste Jacob van Campenstraat in De Pijp te Amsterdam-Zuid. Het is het enige gemeentemonument in die straat, die overigens vrij kort is.
Het gebouw is ontworpen door Publieke Werken van de stad Amsterdam. Wellicht was Jacobus van Niftrik de architect. Het gebouw diende oorspronkelijk tot huisvesting van een jongensschool 3e klasse en de Maatschappij ter Bevordering van de Toonkunst. De 3e klasse was de aanduiding dat de school alleen betaald kon worden door beter gesitueerden. Meisjes werden ondergebracht aan de Gerard Doustraat 220. In de 20e eeuw vertrokken beide instellingen en was De Appel er enige tijd in gevestigd. Vanaf 2010 zit er een kunstencentrum in het gebouw.
Het hoekpand valt op in zowel de Eerste Jacob van Campenstraat als de Ferdinand Bolstraat door afwijkende constructie van de gevels en kleur van de toegepaste materialen. Voorts zijn pilasters en een fronton toegepast in Hollands classicisme. In de Ferdinand Bolstraat wordt het belend door een andere gemeentelijk monument, namelijk Ferdinand Bolstraat 8. Zelf heeft het wel een kadastraal nummer (8E) in die straat, maar geen ingang.   